# Seglora smedja
Seglora smedja var en tankesmedja för debatt och fördjupning i frågor om tro, kultur och samhälle som drevs av stiftelsen Skansen.  Den grundades av prästerna Helle Klein och Ewa Lindqvist Hotz 2008 med sitt första verksamhetsår 2009.

## Verksamheten
Seglora smedja gav ut en nättidning och böcker och arrangerade återkommande seminarier, tankemässor och forum med inriktning på teologi, i samarbete med bland andra Sigtunastiftelsen och Skansen. Under åren hledde flera nära samarbeten med övriga organisationer med samhälls- och religionsprofil, till bildande av nätverk för opinionsbildning och återkommande större evenemang. Man deltog även i Pridefestivalen i Stockholm under flera år.
Seglora smedja ville verka i kritisk solidaritet med Svenska kyrkan och bilda opinion för öppenhetens och mångfaldens samhälle. Tankesmedjan ville främja den tolkande progressiva teologin inom kristendom, islam och judendom och trodde på diapraxis-dialog i praktiken som en väg till fred och försoning.
Uppmärksammade tidigare debatter berörde den muslimska burkans betydelse, abortfrågan, Påskuppropet, sekulär humanism, övergrepp inom Svenska Kyrkan och svensk vapenexport.